# Thể chai
Thể chai (Latin: Corpus callosum) là một bó thần kinh dày, rộng chứa một bó sợi mép phẳng bên dưới vỏ đại não trong não. Thể chai chỉ được tìm thấy trong các loài động vật có vú có nhau thai. Nó kéo dài ngang qua rãnh dọc, kết nối bán cầu đại não trái và phải, cho phép hai bán cầu giao tiếp với nhau. Nó là cấu trúc chất trắng lớn nhất trong não người, dài khoảng 10 centimet và chứa 200–300 triệu sợi trục.
Một số những bó thần kinh tách biệt, được phân loại thành các phụ khu, của thể chai thì có chức năng kết nối những phần khác nhau của các bán cầu. Những phụ khu chính bao gồm genu (đầu gối), rostrum (mỏ), the trunk or body, và splenium lồi).

## Cấu trúc

Thể chai có màu đỏ

Thể chai tạo thành nền của rãnh dọc chia tách hai bán cầu đại não. Nó cũng tạo thành một phần của nóc của não thất bên.

## Lịch sử
Nghiên cứu đầu tiên về thể chai với mối quan hệ với giới tính được thực hiện bởi R. B. Bean, một nhà giải phẫu học người Philadelphia. Vào năm 1906 ông đã gợi mở rằng "kích thước đặc biệt của thể chai có nghĩa là có thể có những hành vi trí tuệ đặc biệt" và rằng có những khác biệt có thể đo đếm được giữa nam và nữ. Có lẽ do bị ảnh hưởng bởi khí hậu chính trị thời điểm đó, ông tiếp tục tuyên bố rằng có sự khác biệt trong kích thước thể chai của những chủng tộc khác nhau. Nghiên cứu của ông sau cùng thì bị bác bỏ bởi Franklin Mall, giám đốc của phòng thí nghiệm của chính mình.

## Hình ảnh

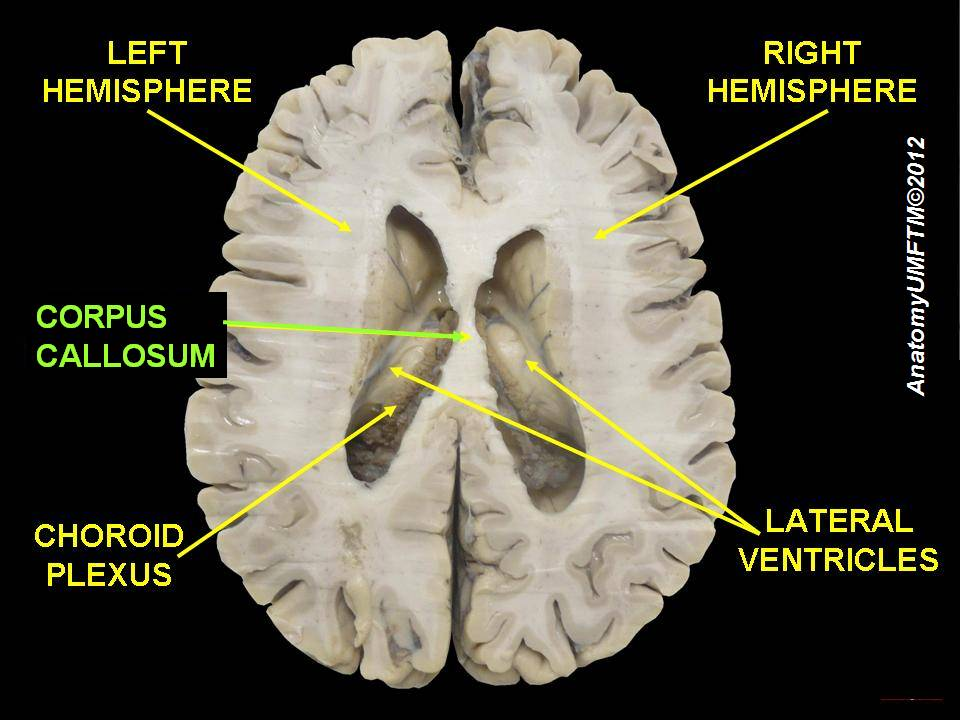
Corpus callosum
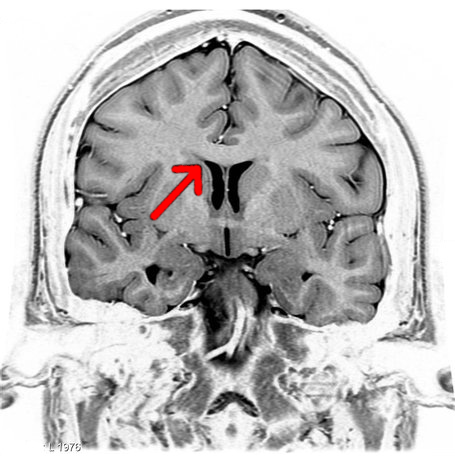
Coronal T2 (grey scale inverted) MRI of the brain at the level of the caudate nuclei emphasizing corpus callosum
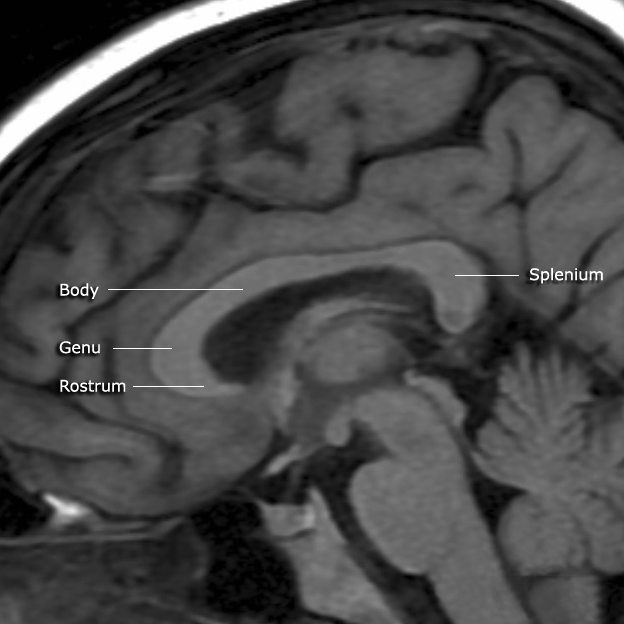
Corpus callosum parts on MRI
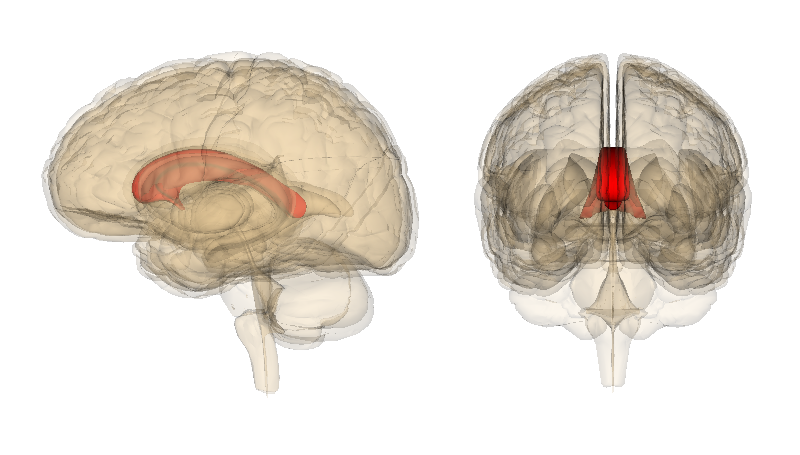
DTI Corpus callosum
- Corpus callosum with Anatomography
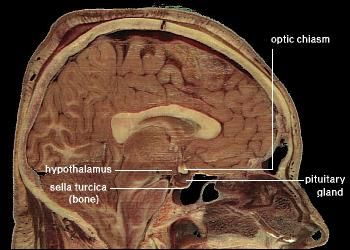
Sagittal post mortem section through the midline brain. The corpus callosum is the curved band of lighter tissue at the center of the brain above the hypothalamus. Its lighter texture is due to higher myelin content, resulting in faster neuronal impulse transmission